# Santa Ana (Colonia)
Santa Ana es una localidad balnearia uruguaya del departamento de Colonia, con aproximadamente 2 km de playas sobre el Río de la Plata. Su playa tiene una buena superficie de arena, que en algunas zonas presenta formaciones de tosca. 

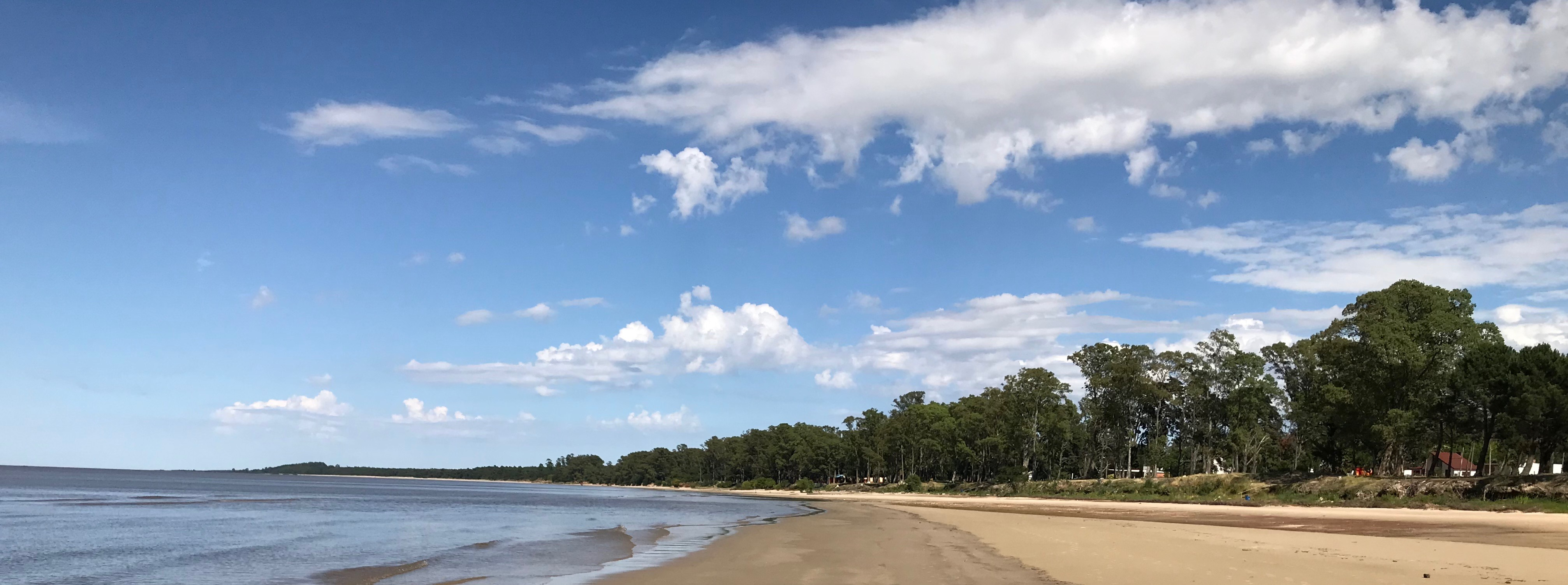

## Ubicación
El balneario se encuentra situado en la zona sur del departamento de Colonia, sobre las costas del Río de la Plata, al oeste y junto a la desembocadura del arroyo Artilleros en el río mencionado. Limita al este con el balneario Artilleros, y al oeste con el balneario El Ensueño. Posee acceso a través de camino secundario desde el km 155 de la ruta 1.

## Población
Según el censo del año 2023 el balneario contaba con una población permanente de 573 habitantes, número que se ve incrementado en los meses de verano debido al turismo.
| 53            | 64 | 90 | 133 | 146 | 222 | 573 |
| (Fuente: INE) |    |    |     |     |     |     |